# 카르타고 국왕의 목록
카르타고는 기원전 308년까지 공식적으로 왕정이었다. 다음은 기원전 814년부터 기원전 308년까지 카르타고 국왕의 목록이다.
디도 왕조
- 기원전 814년 - c. 기원전 760년, 디도
- 미상
- c. 기원전 580년 - c. 기원전 556년, 한노 1세
- c. 기원전 556년 - c. 기원전 550년, 말쿠스 1세

마고 왕조
- c. 기원전 550년 - c. 기원전 530년, 마고 1세
- c. 기원전 530년 - c. 기원전 510년, 하스드루발 1세
- c. 기원전 510년 - 기원전 480년, 하밀카르 1세
- 기원전 480년 - 기원전 440년, 한노 2세
- 기원전 460년 - 기원전 410년, 히밀코 1세 (시칠리아왕)
- 기원전 440년 - 기원전 406년, 한니발 1세
- 기원전 406년 - 기원전 396년, 히밀코 2세
- 기원전 396년 - 기원전 375년, 마고 2세
- 기원전 375년 - 기원전 344년, 마고 3세
- 기원전 344년 - 기원전 340년, 한노 3세

한노 왕조
- 기원전 340년 - 기원전 337년, 한노 대왕
- 기원전 337년 - 기원전 330년, 기스코
- 기원전 330년 - 기원전 309년, 하밀카르 2세
- 기원전 309년 - 기원전 308년, 보밀카르

기원전 480년 하밀카르 1세의 죽음과 함께 실권은 왕으로부터 장로회로 넘어갔다. 기원전 308년 보밀카르는 왕권의 회복을 위해 쿠데타를 일으켰으나 실패하고, 이후 카르타고는 공화국이 되었다.